# PGC 2175496
LEDA/PGC 2175496 ist eine Galaxie im Sternbild Andromeda am Nordsternhimmel. Sie ist schätzungsweise 1 Milliarde Lichtjahre von der Milchstraße entfernt und hat einen Durchmesser von etwa  180.000 Lichtjahren. Vom Sonnensystem aus entfernt sich das Objekt mit einer errechneten Radialgeschwindigkeit von näherungsweise 23.200 Kilometern pro Sekunde.

## Galaktisches Umfeld
| Nr. | Galaxie          | Alternativname          | Rek          | Dek          | Distanz/asec |
| --- | ---------------- | ----------------------- | ------------ | ------------ | ------------ |
| →   | LEDA/PGC 2175496 | 2MASX J02361607+4105116 | 02h36m16.06s | +41d05m11.4s | 0            |
| 1   | LEDA/PGC 2175409 | 2MASX J02363392+4104552 | 02h36m33.92s | +41d04m55.5s | 201.81       |
| 2   | LEDA/PGC 2172817 | 2MASX J02361571+4054436 | 02h36m15.71s | +40d54m43.7s | 628.02       |
| 3   | LEDA/PGC 2178084 | 2MASX J02354652+4115088 | 02h35m46.51s | +41d15m09.0s | 685.06       |
| 4   | LEDA/PGC 2173014 | 2MASX J02352608+4055319 | 02h35m26.10s | +40d55m32.1s | 809.68       |
| 5   | NGC 980          | LEDA/PGC 9831           | 02h35m18.56s | +40d55m35.4s | 869.20       |
| 6   | LEDA/PGC 9849    | UGC 2068                | 02h35m26.63s | +40d53m39.9s | 889.50       |
| 7   | LEDA/PGC 9848    | MCG +07-06-040          | 02h35m36.11s | +40d52m26.1s | 889.90       |
| 8   | LEDA/PGC 9825    | UGC 2058                | 02h34m53.37s | +41d07m06.9s | 942.46       |
| 9   | NGC 982          | LEDA/PGC 9838           | 02h35m24.87s | +40d52m11.0s | 972.27       |
| 10  | LEDA/PGC 2179540 | 2MASX J02365123+4120214 | 02h36m51.24s | +41d20m21.3s | 992.59       |